# Volvo B10TL
Volvo B10TL, även kallad Volvo Super Olympian, är en treaxlad dubbeldäckad Volvobuss med lågt golv och tvärställd motor, byggd för att ersätta den äldre Volvo Olympian med normalgolv. När chassit släpptes 1998 byggdes det i Volvofabriken i Irvine, Skottland. När den fabriken stängdes i mitten på 2000 flyttades tillverkningen till Wrocław i Polen. Tillverkningen av B10TL avslutades helt 2004. Ersättaren blev en treaxlad version av Volvo B9TL.